# Dhoom 2
Dhoom 2 (धूम 2 en Hindi, en español, Explosión ), también conocida como Dhoom 2: Back in Action, es una película de acción y atracos india en idioma Hindi de 2006 dirigida por Sanjay Gadhvi con guion y diálogos escritos por Vijay Krishna Acharya basada en una historia de Aditya Chopra, quien produjo la película bajo Yash Raj Films. La película,  es una secuela de Dhoom y está protagonizada por Hrithik Roshan, Abhishek Bachchan, Aishwarya Rai Bachchan, Bipasha Basu y Uday Chopra .
Dhoom 2 se filmó principalmente en India, Durban y Río de Janeiro, convirtiéndose en la primera película importante en hindi filmada en Brasil . Dhoom 2 se estrenó el 24 de noviembre de 2006 con críticas positivas de los críticos, con elogios por sus secuencias de acción, banda sonora, cinematografía y actuaciones del reparto (particularmente Roshan), pero críticas por su guion y ritmo. La película recaudó más de ₹ 1.514 billion y se convirtió en la película hindi más taquillera de 2006 . También fue la película hindi más taquillera de todos los tiempos en el momento de su estreno, siendo luego superada por Om Shanti Om, y la segunda película de Bollywood más taquillera en los mercados extranjeros detrás de Kabhi Alvida Naa Kehna .  
En los 52.º Premios Filmfare, Dhoom 2 recibió 8 nominaciones, incluyendo Mejor Película, Mejor Director (Gadhvi) y Mejor Actriz (Rai), y ganó Mejor Actor (Roshan). La película también marca la segunda colaboración entre Roshan y Bachchan después de Main Prem Ki Diwani Hoon (2003), y la cuarta colaboración entre Bachchan y Rai después de Dhai Akshar Prem Ke (2000), Kuch Naa Kaho (2003) y Umrao Jaan (2006).
Dhoom 2 también resultó ser controvertido después de su estreno, ya que el comisionado de policía de la ciudad de Mumbai pidió censurar las escenas de conducción precipitada y de ritmo rápido debido al temor de que inspiraran a los jóvenes indios a conducir sus motocicletas de manera imprudente, lo que provocaría un aumento en el número de accidentes de tráfico. 
Una secuela titulada Dhoom 3 se lanzó el 20 de diciembre de 2013. Desde entonces, Abhishek Bachchan ha nombrado a Dhoom 2 como su película favorita de la serie. 

## Trama
En el desierto de Namibia , el misterioso ladrón, apodado como, A se lanza en paracaídas sobre un tren que transporta a la Reina Isabel II, en el acto roba su corona disfrazándose de la Reina, golpea a sus guardias y escapa. 
El subcomisario de policía de Bombay, Jai Dixit y el recién ascendido subinspector Ali Akbar Khan trabajarán junto a Shonali Bose, la mejor amiga del instituto de Jai, una oficial especial asignada para investigar el caso de A. Durante la investigación inicial, Jai analiza el patrón en los robos de A y concluye en que el siguiente robo se producirá en uno de los dos famosos museos de Bombay. 
Jai se da cuenta de que el artefacto del museo que está custodiando resulta ser imperfecto y corre al otro museo, donde el Sr. A disfrazado de limpiador roba un diamante raro y consigue escapar del museo antes de que lo pudieran atrapar. 
El señor A estaba dispuesto a tomar un vuelo, pero ve en la televisión que otra persona esta robando bajo su seudónimo. El impostor desafía a los policías diciendo que una antigua espada de guerrero será robada.  En respuesta, Jai, Shonali y Ali Khan imponen una estricta vigilancia en la ubicación de la espada. El señor A decide quedar en Bombay y va al lugar del robatorio, donde se encuentra con su impostor. La policía es alertada, pero logran robar la espada. Shonali resulta herida en el enfrentamiento causando que ambos ladrones se escaparan en el acto. La imitadora resulta ser Sunehri, una mujer que idolatra al Sr. A. Sunehri quiere formar una alianza con el Sr. A, pero al principio él la rechaza sin embargo, después de un partido de baloncesto entre el Sr. A y Sunehri, el Sr. A finalmente acepta trabajar con ella. 
Ahora ambos deciden atracr en Río de Janeiro, como el análisis de Jai ha nombrado a Río como el lugar del próximo atraco del Sr. A, Jai y Ali viajan allí y se hospedan con Monali, la hermana gemela de Shonali. 
Más tarde, Sunehri se reúne con Jai para discutir sobre con A, revelando así al público que están trabajando juntos, ya que esa es la única manera que ella tiene para que Jai la deje ser libre de no ir a prisión. El plan es que Sunehri se acerque a A y descubra su próximo plan para que la policía pueda arrestarlo, pero ella comienza a tener dudas..
A y Sunehri se enamoran el uno del otro, haciendo que el revele su verdadera identidad como Aryan Singhania. Durante el Carnaval de Río, Aryan, disfrazado de uno de los artistas, ve a Sunehri y Jai juntos y se da cuenta de que Sunehri ha estado trabajando de encubierto para Jai todo este tiempo. 
Al día siguiente, Aryan confiesa a Sunehri que sabe la verdad y la obliga jugar a la ruleta rusa, aunque ella no quiere dispararle. Después de seis intentos de disparos, ninguno muere, porque Aryan nunca cargó el arma. Pero Sunehri ya había demostrado amarlo, al estar dispuesta a morir por su traición. En su robo final, Aryan y Sunehri roban algunas de las primeras monedas lidias mientras se disfrazan de enanos danzantes. Cuando el atraco se lleva a cabo con éxito, Jai se da cuenta de que lo han traicionado, ya que Sunehri lo llama por teléfono para revelarle que quiere quedarse con Aryan y rompe el trato, lo que obliga a Jai y Ali a perseguirlos. 
Después de la persecución, todos terminan en la cima de una cascada, allí son atrapados y ella decide disparar a muerte a Aryan, antes de que él pudiera ser arrestado, haciendo que él cayera al vacío. Después de este acto Jai siente pena y la deja libre, pensando que ya es suficiente castigo. 
Seis meses después, se nos revela que Aryan sobrevivió y abrió un restaurante con Sunehri en Fiyi. 
Un día Jai llegá al restaurante y afirma que no desea encarcelar a la pareja a pesar de sus crímene, así que Aryan le entrega un reloj digital donde se encuentra la información de todos sus robos anteriores. 
Jai es consciente de los sentimientos que la pareja y los deja libres con la advertencia de que no regresen a su vida criminal. 
Después de irse, Jai recibe una llamada telefónica y le informa a Ali que deberían regresar a la India para su próximo caso.

## Elenco
- Hrithik Roshan como Aryan Singhania (" A") [4]
- Abhishek Bachchan como Jai Dixit
- Aishwarya Rai como Sunheri Kaur, una ladróna e interés amoroso de Aryan.
- Bipasha Basu en un papel doble como
  - Shonali Bose, amiga del instituto de Jai
  - Monali Bose (la hermana gemela de Shonali), e interés amoroso de Ali
- Uday Chopra como el subinspector Ali Akbar Fateh Khan, la mano derecha de Jai
- Rimi Sen como Sweety Dixit, la esposa de Jai (aparición especial)
- Yusuf Hussain como Comisionado de Policía de Bombay
- Mohit Chauhan como jefe de seguridad
- Sushant Singh Rajput como bailarín de fondo no acreditado detrás de Hrithik Roshan en la canción "Dhoom Again"

## Música
Toda la música compuesta por Pritam Chakraborty.. 
| Dhoom 2 |                  |                                                                                |          |  |
| N.º     | Título           | Cantantes                                                                      | Duración |  |
| 1.      | «Crazy Kiya Re»  | Sunidhi Chauhan, Ravi Khote                                                    | 04:54    |  |
| 2.      | «Touch Me»       | KK, Alisha Chinai                                                              | 05:18    |  |
| 3.      | «My Name is Ali» | Sonu Nigam, Bipasha Basu                                                       | 04:34    |  |
| 4.      | «Dil Laga Na»    | Sukhbir, Soham Chakraborty, Jolly Mukherjee, Mahalakshmi Iyer, Suzanne D'Mello | 5:04     |  |
| 5.      | «Crazy Remix»    | Vishal Dadlani, Dominique Cerejo                                               | 3:58     |  |
| 6.      | «Dhoom Again»    | Sunidhi Chauhan                                                                | 5:02     |  |
| 28:52   |                  |                                                                                |          |  |

## Premios
- Mejor actor : Hrithik Roshan

- Mejor película : Yash Chopra
- Mejor director : Sanjay Gadhvi
- Mejor Actriz – Aishwarya Rai
- Mejor director musical – Pritam
- Mejor banda sonora de fondo : Salim–Sulaiman
- Mejores efectos especiales – Tata Elxsi
- Mejor actuación : Allan Amin

En los premios MTV India Style Awards del 2007, Dhoom 2 arrasó con obteniendo casi todos los premios cinematográficos de la gala, siendo estos, los siguientes:  
- La película con más estilo: Dhoom 2
- El actor más elegante – Hombre – Hrithik Roshan
- El actor más elegante – Mujer – Aishwarya Rai
- El nuevo look más elegante: Hrithik Roshan
- El cuerpo más elegante: Hrithik Roshan
- La pareja más elegante: Hrithik Roshan y Aishwarya Rai
- La canción más elegante de una película: Shiamak Davar (coreógrafo)
- La diseñadora de Bollywood más elegante: Anaita Shroff Adajania